# La Samaritaine
La Samaritaine je robna kuća u Parizu, na Seini, odmah iza Louvrea.
Zgrada je izgrađena 1903. godine u secesijskom stilu. Unutrašnjost karakterizira bogat raspon organskih oblika u vitrajima, oslikanim stubištima i balkonima od lijevanog željeza te popločanim zidnim panelima s cvjetnim motivima. Na terasi na 11. katu nalazi se kafić s prekrasnim pogledom.
Robnu kuću osnovala je obitelj Cognacq-Jay, koja je donirala velike svote novca u humanitarne svrhe, a bila je i veliki ljubitelj umjetnosti. Umjetnina se može vidjeti u muzeju Cognacq-Jay u ulici Elzévir. La Samaritaine sada je u vlasništvu tvrtke LVMH.